# 珠洲広域農道
珠洲広域農道（すずこういきのうどう）〔珠洲市道726号線〕は、石川県珠洲市にある宝立山の山腹を通り、間接的に石川県道6号宇出津町野線に接続する農道であったが、管理移管によりその一部が珠洲市道に組み込まれ、同市若山町延武から鳳珠郡能登町柳田久田までの「旧珠洲広域農道（珠洲市道726号線）」ならび前述の延武地区以東の「珠洲広域農道」に分離される形となった。
道中には引き込み道路があり、同市若山町南山地区から石川県道40号珠洲里線に接続も可能で、さらに宝立山山腹には宝立山ポケットパークという小さな駐車スペースを有する。
現状は珠洲市三崎町粟津地区から同じく岩坂町内までを残し、開通に向けて工事が進捗している。なお全線にわたり道幅は広く、初心者にも十分走りやすいが、梅雨時ならびに深夜早朝は、濃霧により走行に支障をきたす場合がある。

## 冬季区間閉鎖ならびに名称の混同
冬季において降雪の多少に関わらず、珠洲市岩坂町内から同市若山町延武、および同町南山地区連絡道から以西の宝立町大町泥ノ木地内にある大町集落までを閉鎖する。
なお、これに伴う告知板を珠洲市岩坂町内ならびに国道249号と交差する同市若山町延武、道路の西端にあたる鳳珠郡能登町久田地内、また引き込み道路の北端にあたる同市上黒丸バス停留所付近に設置し、さらに市広報誌「広報すず」にてその旨を掲載。なお閉鎖期間は例年12月中旬から翌年3月下旬までの約3ヶ月。
また、地元では行政ならびに沿線住民を含め、この道を「大規模農道」と通称してしまう傾向がある。珠洲市内では他に旧珠洲東部地区農免道路（通称：珠洲大規模農道、現在は珠洲市道56号線）が存在するため、しばしば混同される。